# Tulení ostrovy

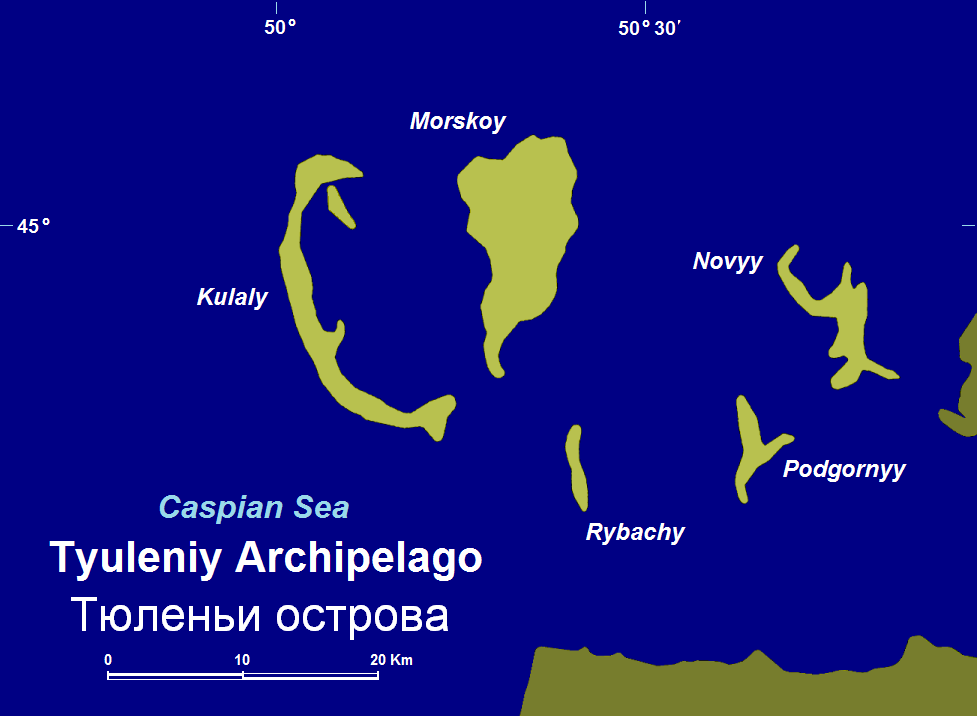
Mapa ostrovů

Tulení ostrovy (rusky Тюленьи острова) je souostroví v Mangystauské oblasti v Kazachstánu. Nachází se v severovýchodní části Kaspického moře. Celková rozloha ostrovů je přibližně 130 km².

## Ostrovy
Souostroví se skládá z pěti ostrovů.
- Kūlandy[zdroj⁠?!] — 68 km²
- Morskoj
- Podgornyj
- Rybačij
- Novyj

## Povrch
Ostrovy jsou tvořené pískem a místy také hlinitými horninami. Na ostrovech se vyskytuje polopouštní rostlinstvo.